# 6888th Central Postal Directory Battalion
Il 6888th Central Postal Directory Battalion fu una delle unità delle Women's Army Corps, in servizio dal 1945 al 1946. Era l'unica ad essere composta di militari afroamericane.

## Storia
Creata da una costola delle Women's Army Corps, nel periodo della segregazione razziale negli Stati Uniti d'America, era comandata dal colonello Charity Adams Earley.

## Nella cultura
Il regista Tyler Perry ha realizzato un film in memoria del battaglione postale 6888, The Six Triple Eight, con protagoniste Kerry Washington che interpreta Charity Adams e Ebony Obsidian interprete di Lena Derriecott, una delle soldatesse del 6888th.